# Última Ceia (Cranach)
Depois que as objeções de Lutero a grandes imagens religiosas públicas começaram a desaparecer, Lucas Cranach, o Velho, juntamente com seu filho e oficina começaram a trabalhar em uma série de retábulos da Última Ceia, entre outros assuntos.
Em algumas dessas representações, Jesus Cristo é mostrado com a auréola tradicional, mas os apóstolos são representados como reformadores líderes, sem auréolas. O retábulo da igreja principal na casa de Martinho Lutero de Wittenberg tem uma representação tradicional da Última Ceia no painel principal, exceto que o apóstolo tomando uma bebida derramada é um retrato de Lutero, e o servidor pode ser um de Cranach.
Quando a pintura foi instalada, em 1547, Lutero estava morto. Outros painéis mostram os teólogos protestantes Philipp Melanchthon e Johannes Bugenhagen, pastor da igreja, embora não em cenas bíblicas. Outras figuras nos painéis são provavelmente retratos de figuras da cidade, agora não identificáveis. 

## Temática
A Última Ceia, muito retratada na arte cristã foi a última refeição que, de acordo com os cristãos, Jesus dividiu com seus apóstolos em Jerusalém antes de sua crucificação. Ela é a base escritural para a instituição da Eucaristia, também conhecida como "Comunhão". A Última Ceia foi relatada pelos quatro evangelhos canônicos em Mateus 26:17–30, Marcos 14:12–26, Lucas 22:7–39 e João 13:1 até João 17:26. Além disso, ela aparece também em I Coríntios 11:23–26. O evento é comemorado na chamada Quinta-feira Santa.